# Саломе Зурабишвили
Саломѐ Зурабишвѝли (на грузински: სალომე ზურაბიშვილი; на френски: Salomé Zourabichvili) е грузински политик и френски дипломат.
До края на 2010 г. е лидер на партия „Пътят на Грузия“. Преди това е ръководител на Обществено движение „Саломе Зурабишвили“ (2005 – 2006), министър на външните работи на Грузия (2004 – 2006), извънреден и пълномощен посланик на Франция в Грузия (2003), ръководител на Генералния секретариат на националната отбрана на Франция по международни въпроси и стратегия (2001 – 2003). Дълго време работи във френското министерство на външните работи. Има френско и грузинско гражданство.
Тя е и 5-ти президент на Грузия.

## Биография
Саломе Левановна Зурабишвили е родена в Париж на 18 март 1952 г. в семейство на грузински политически емигранти, напуснали Грузия през 1921 г. Нейният дядо по бащина линия Иван Зурабишвили влиза в меншевисткото правителството на независима Грузия през 1918 – 1921 година. Дядо ѝ по майчина линия Нико Николадзе е основател на пристанището в Поти и инициатор на строителството на грузинската железопътна линия. Те са сътрудници на известния писател и обществен деятел, „бащата на грузинската нация“ Илия Чавчавадзе.
През 1972 г. С. Зурабишвили учи в Парижкия институт за политически науки, а през 1973 г. – в Колумбийския университет в Ню Йорк.

### Дипломатическа кариера във Франция
През 1974 г. Зурабишвили започва работа в системата на Министерството на външните работи на Франция. През 1974 – 1977 г. е трети секретар във френското посолство в Италия, през 1977 – 1980 г. – втори секретар в постоянната мисия на Франция в ООН. От 1980 до 1984 г. работи като сътрудник на центъра за анализ и прогнозиране на централния апарат на външнополитическото ведомство. През 1984 – 1988 г. е първи секретар в посолството на Франция в САЩ. От 1989 до 1992 г. заема поста втори секретар в посолството в Чад. През 1992 г. е назначена за първи секретар в постоянната мисия на Франция в НАТО, в 1993 г. – за заместник постоянен представител на Франция в Европейския съюз. От 1996 г. е технически съветник на кабинета на министерството, а от 1997 г. – инспектор в МВнР на Франция. През 1998 – 2001 г. работи в управлението на министерството на външните работи по стратегията за сигурност и разоръжаване. През 2001 г. е назначена за ръководител на Генералния секретариат на националната отбрана на Франция по международни въпроси и стратегия.
През 2003 г. Зурабишвили става извънреден и пълномощен посланик на Франция в Грузия.

### Политическа дейност в Грузия
През март 2004 г. избраният грузински президент и лидер на „революцията на розите“ Михаил Саакашвили назначава Зурабишвили за министър на външните работи на Грузия на мястото на Тедо Джапаридзе. Това решение Саакашвили предварително е обсъдил с френския президент Жак Ширак, който казва, че „дипломат от такъв ранг Грузия никога не е имала“. Самата Зурабишвили съобщава на медиите, че веднага се е съгласила да заеме предложената ѝ позиция и че от детството си е мечтала да оглави грузинската дипломатическа служба.
Сред най-важните успехи на Зурабишвили на поста министър на външните работи е вземането на решение за изтегляне на руските военни бази от страната. В свое изказване тя дори заявява, че смята това за историческо постижение. Министърката заявява, че Грузия няма да продължи да държи на своя територия чужди военни бази. В резултат на това през март 2005 г. грузинският парламент приема резолюция, според която руските военни трябва да напуснат Грузия не по-късно от януари 2006 г. През март същата година (след напускането на Зурабишвили от поста министър на външните работи) са подписани компромисни руско-грузински споразумение за изтегляне на руските бази до края на 2008 г.
През ноември 2005 г. Зурабишвили създава и оглавява опозиционното Обществено движение „Саломе Зурабишвили“, преименувано през март 2006 г. на „Пътят на Грузия“. Тя предлага партията да се съсредоточи върху „реалната и ефективна демокрация“, а също и на „грузинските ценности, основателни история“. Като основен външнополитически партньор бившата грузинска министърка назовава Съединените щати. При това Зурабишвили отбелязва необходимостта от нормализиране на отношенията с Русия, като посочва, че грузинският елит е много агресивен към Русия, но същевременно твърде свободно позволява на руските бизнесмени да приватизират предприятия в Грузия.
На 2 ноември 2007 г. пред сградата на парламента се провежда масова акция на протест, организирана от редица опозиционни партии. Сред участниците е и Зурабишвили. Протестиращите искат оставката на Саакашвили и предсрочни избори. След разпръскването от полицията на участващите в митинга от 7 ноември Зурабишвили се среща с посланика на САЩ в Грузия Джон Тефт и лично го предупреждава за разгонването на мирния протест.
През ноември 2010 г. обявява, че напуска грузинската политика, предавайки лидерството в партията на Кахе Сетуридзе. По думите ѝ, тя е взела това решение, тъй като се е убедила, что в Грузия няма демокрация, и опозицията не може да работи в страната.

### Победа на президентските избори 2018 г.
От началото на 2018 г. тя е един от основните кандидати за поста Президент на Грузия на изборите, насрочени за 28 октомври 2018 г. Участва в качеството си на независим извънпартиен кандидат, обаче ръководителите на управляващата партия „Грузинска мечта“, включително нейният председател, милиардерът Бидзина Иванишвили, неведнъж признават, че са ѝ оказвали подкрепа, в това число с „партийни активисти и с финанси“.
На 28 ноември 2018 г. независимият кандидат Саломе Зурабишвили, поддържана от управляващата партия „Грузинска мечта“, побеждава във втория тур на изборите за Президент на Грузия: съгласно официалните данни, след преброяване на 100% от гласовете на избирателите, тя набира 59,52% (или 1 147 627) от техните гласове. Зурабишвили става първата в историята на страната жена-президент и последният президент, избран с всенародно гласуване.
След победата на изборите Зурабишвили заявява, че се отказва от сътрудничество с Русия.
Встъпването в длъжност на избрания президент, съгласно Конституцията на Грузия, става на 16 декември 2018 г..

## Семейство
- Първият ѝ мъж е Николоз (Коки) Горджестани (Гугушвили), роден в Иран, син на грузинец и украинка[4], понастоящем живее в САЩ. Зурабишвили се запознава с Коки Горджестани в Рим през 1974 г. От този брак се раждат две деца: син Теймураз и дъщеря Кетевани, носещи фамилията на бащата[5][6].

- Вторият ѝ брак е с бившия съветски дисидент и журналист Жанри Кашия (1939 – 11 март 2012), получил политическо убежище във Франция, а впоследствие продължил кариерата си на журналист в независима Грузия[7]. Деца от втория брак няма.

Братовчедката на Зурабишвили Елен Карер-д’Анкос, по баща Зурабишвили, е постоянен секретар на Френската академия на науките.

## Награди
- Орден на почетния легион
- Орден на Франция „За заслуги“[8]